# Trafoia monticola
Trafoia monticola là một loài ruồi trong họ Tachinidae.